# Frank Marshall (filmproducer)
Frank Wilton Marshall (født 13. september 1946 i Glendale, Californien) er en amerikansk filmproducer og instruktør. Han har ofte samarbejdet med sin kone, Kathleen Kennedy, hvor han i 1991 grundlagde The Kennedy/Marshall Company, et filmselskab med base i Santa Monica, Californien. Siden maj 2012 har han været Kennedy/Marshalls eneste redaktør. Marshall er også en af medstifterne af Amblin Entertainment.
Marshall har produceret forskellige succesrige franchises, herunder Indiana Jones, Tilbage til fremtiden, Bourne og Jurassic World. Han har modtaget fem nomineringer til Oscar-prisen for bedste film. Marshall er også en af de få personer, der har modtaget en Emmy, Grammy, Oscar og Tony Award på samme tid.